# علاء الدين (كوثر)
علاء الدين هي قرية في مقاطعة كوثر، إيران. عدد سكان هذه القرية هو 186 في سنة 2006.